# 根岸秋男
根岸 秋男（ねぎし あきお、1958年10月31日 - ）は、日本の実業家。明治安田生命保険社長。埼玉県出身。

## 来歴
埼玉県立川越高等学校を経て、1981年に早稲田大学理工学部を卒業後、明治生命（現、明治安田生命）入社。同社滋賀支社長、企画部長、営業企画部長、執行役、常務執行役などを経て、2013年7月より取締役代表執行役社長。
2016年7月、生命保険協会会長に就任。